# Gerard Kever
Gerard Kever (* 1956 in Kohlscheid bei Aachen) ist ein deutscher Maler und Grafiker. Er zählt zu den Neuen Wilden.

## Leben
Nachdem er als Kunstglaser ausgebildet wurde, begann Kever ein Studium der freien Kunst/Film an den Kölner Werkschulen, das er mit einem Aufbaustudium für freie Grafik und neue Medien/Video an der Cooper Union in New York City fortführte.
1979 schloss sich Kever der Künstlergruppe Mülheimer Freiheit an. Ihr gehörten auch Hans Peter Adamski, Peter Bömmels, Walter Dahn, Jiří Georg Dokoupil und Gerhard Naschberger an. Mit ihnen stellte er 1980 und 1981 in der Kölner Galerie Paul Maenz und 1981 im Groninger Museum aus. 1981 stellte er seine Arbeiten auch in der Kunsthalle Wilhelmshaven aus und 1982 im Museum Folkwang in Essen in der Sammelausstellung 10 junge Künstler aus Deutschland.
1983 entstanden erste Skulpturen, die 1984 in der Ausstellung Von hier aus – Zwei Monate neue deutsche Kunst in Düsseldorf gezeigt wurden. 2003/2004 wurden seine Arbeiten in der Karlsruher Ausstellung Obsessive Malerei – Ein Rückblick auf die Neuen Wilden präsentiert.

## Öffentliche Sammlungen
- Deutsche Bank[2]
- Centro Atlántico de Arte Moderno (CAAM), Las Palmas de Gran Canaria
- Museum Folkwang, Essen (Grafische Sammlung – Die Künstler des 20. Jahrhunderts)

## Ausstellungen (Auswahl)
- 2024 Gal. Haas, Berlin[3]
- 2023 Torun/Polen: Painting Tumult / Made in Cologne.[4]
- 2015  Die 80er. Figurative Malerei in der BRD. Städel Museum, F.a.M[5]
- 2006 hot needle (graphic works of the 1980s), City Gallery Prag[6]
- 2004 Obsessive Malerei – Ein Rückblick auf die Neuen Wilden, Zentrum für Kunst und Medientechnologie, Karlsruhe
- 2000 Pigment Painting, Horsens Kunstmuseum, Horsens, Dänemark
- 1998 Galerie Karl Pfefferle, München
- 1996 Pigmentbilder, Galerie F. M. Schwarz, Köln
- 1990 Internationale Druckgrafik des 20. Jahrhunderts, Städtische Galerie Wolfsburg
- 1984 Von hier aus – Zwei Monate neue deutsche Kunst in Düsseldorf

## Schriften (Auswahl)
- Die Decodierung der Sixtinischen Madonna. Druckerei AWD, Alsdorf 2019, ISBN 978-3-937062-65-5
- Inside Mülheimer Freiheit. Edition H1, Höhr-Grenzhausen 2021, ISBN 978-3-943007-32-9